# 列支敦士登政治
列支敦士登親王國是半君主立憲制的親王國；其採用混合政體，政治權力由君主與民選議會共享。雖然列支敦士登採用兩黨制並實行代議民主，但其議會內還存在有兩個小黨。列支敦士登首相作為政府首腦向議會負責，但是列支敦士登親王作為國家元首行使相當大的政治權力。
行政權由列支敦士登政府（內閣）行使；立法權歸政府和議會行使，其國內政治由保守主義的激進民主黨和兼具保守主義與自由主義的祖國聯盟主導；立法權由各級法院行使並獨立於行政機關及立法機關。
在1984年公投後，列支敦士登已用全民普選制取代了原有的男性普選制。

## 國家憲法
現行《列支敦士登憲法》於1921年10月5日頒布並於2003年3月修訂。該憲法規定列支敦士登親王國為君主立憲制國家，由列支敦士登王室的在位親王領導；儘管該憲法也確立了議會制，但在位親王仍然保留了較大的政治權力。
在2003年3月舉行的全國公投中，近三分之二的列支敦士登選民支持了漢斯·亞當二世所提出的修憲案。該修憲案受到了包括歐洲委員會在內的多數批評，理由在於這份修憲案擴大了列支敦士登親王的權力；例如擴大了親王的否決權、增加了其行政權並允許其隨意解散政府或解僱任何政府官員。公投前，親王曾威脅如果該修憲案如未獲通過則會將其名下部分財產轉為商用並舉家遷往奧地利。由於列支敦士登王室及親王在列支敦士登擁有極大支持度，因此該修憲案以64%的贊成票而獲得通過。而在2012年公投中，超過76%的列支敦士登選民反對限制親王的否決權。

## 行政機關
| 職位   | 姓名          | 政黨     | 開始日期       |
| ------ | ------------- | -------- | -------------- |
| 親王   | 漢斯·亞當二世 | 不適用   | 1989年11月13日 |
| 攝政王 | 阿洛伊斯王儲  | 不適用   | 2004年8月15日  |
| 首相   | 丹尼爾·里施   | 祖國聯盟 | 2021年3月25日  |

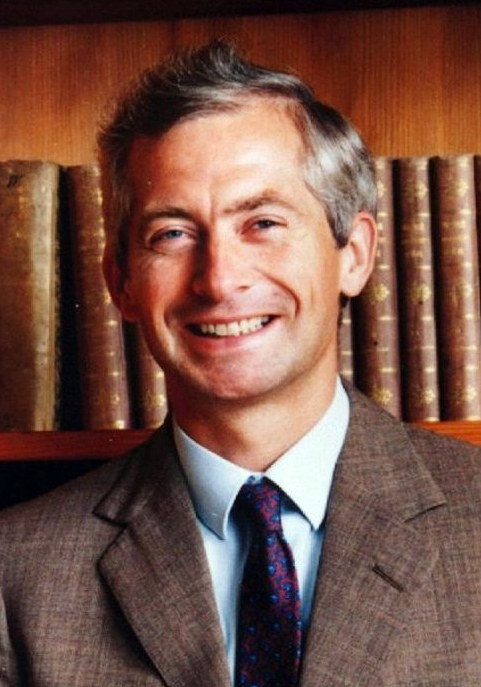
現任列支敦士登親王漢斯·亞當二世

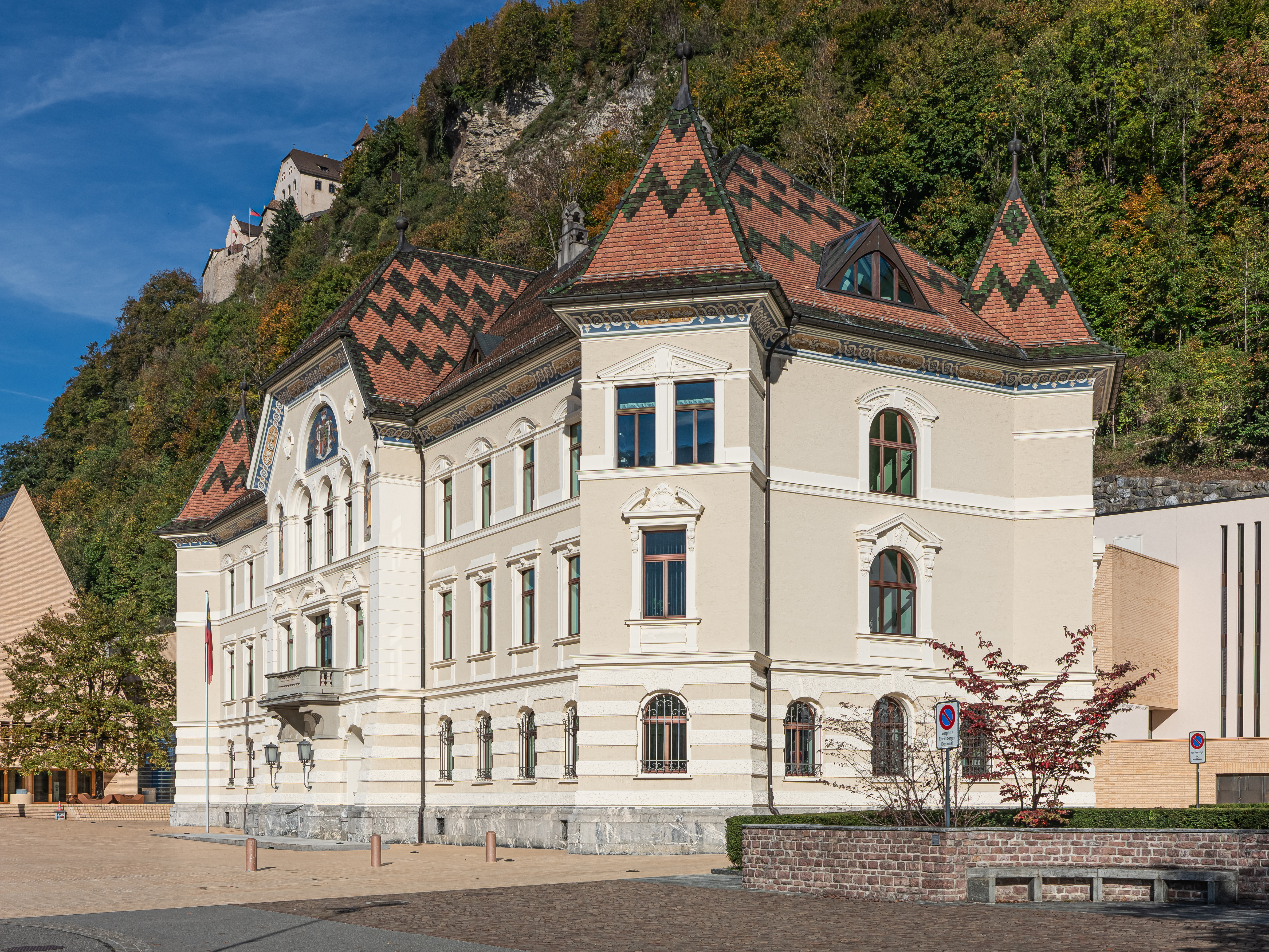
位於瓦都茲的列支敦士登政府大樓

列支敦士登的國家元首由世襲君主擔任，同時他還擁有在議會選舉後任命政府首腦的權力；不過政府首腦的提名則需要由列支敦士登議會投票決定，因此政府通常由議會內的多數黨成員組成，同時按照慣例也會任命議會內最大少數黨的黨魁也會被君主任命為政府的副首腦。同時依據《列支敦士登憲法》的規定，列支敦士登政府為合議機構並由政府首腦和四名政府委員組成。
列支敦士登的憲法修正案或其他新法都必須經列支敦士登議會通過、由列支敦士登親王與列支敦士登首相簽署後並在《親王法律公報（Principality's Law Gazette）》發佈。
漢斯·亞當二世是列支敦士登的現任親王，他擁有憲法所賦予的大量政治權力。漢斯·亞當二世可以酌情廢除任何已獲立法通過的法規和解散議會（這可能需要經過全民公投）；代表國家向其他國家宣戰；親自或委託全權代表簽署國際條約，不過部分條約可能需要經過議會批准才能有效；根據議會提名來任命土地法院、高等法院、憲法法院和國家法院的法官以及憲法法院和行政上訴法院的正副院長。親王的權力還包括減輕或免除任何依法判決的刑罰以及駁回任何已啟動的司法調查，同時所有一切判決都需要以親王名義發佈。
2004年8月，漢斯·亞當二世將列支敦士登的日常管理權力移交給他的兒子阿洛伊斯王儲，但他依然保留著國家元首的頭銜。

### 政府組成
列支敦士登政府基於合議制原則運作，即同僚間的合作。政府由政府首腦及四位政府委員組成。政府成員由國會提名，並由親王任命。只有在列支敦士登出生，且具有議會選舉資格的男性或女性，方可被選為政府委員。該國兩個選區——低地選區和高地選區——均有權至少擁有兩名政府委員，且其各自的候補委員必須來自同一選區。
依憲法規定，內閣應由首相和另外四位部長組成。首相及其他部長應由在任親王經議會同意並依其提案任命。經議會提案，其中一位部長應由在任親王任命為副首相。若個別部長失去在任親王或議會的信任，則關於該部長喪失行使其職權的決議應由在任親王和議會共同協商決定。在新部長被任命之前，該部長的官方職務應由其候補人代理。

## 立法機關

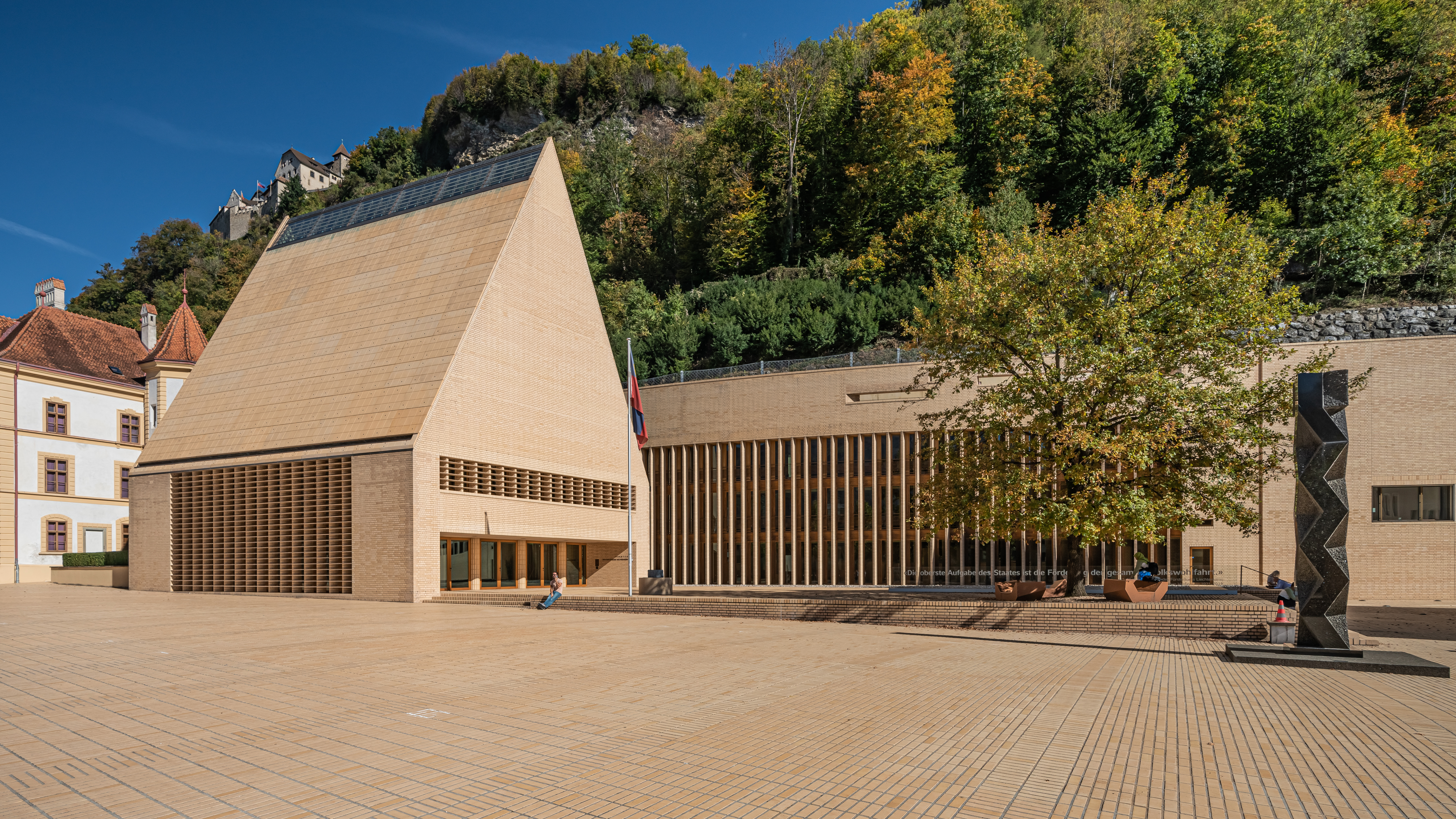
列支敦士登議會駐地

親王在立法事務上的參與，體現於其對政府法案的提案權，以及對國會提案的否決權。親王有權頒布親王令。當國家安全與福祉受到威脅時，可頒布緊急親王令，惟須經行政首長副署。親王有權召集和休會國會，並可基於重大理由，將其休會三個月，或予以解散。
列支敦士登國會有 25 名議員，任期四年，由兩大多席選區按比例代表制選出。1989 年前，15 名議員代表兩選區的人口（低地六席，高地九席）。1989 年起，低地選區有權擁有 10 席，高地選區則有 15 席。國會的主要任務是討論並通過關於憲法提案和政府法案草案的決議。其額外職責包括：同意重要的國際條約；選舉政府成員、法官，以及公國各機構的董事會成員；設定年度預算，並批准稅收和其他公共費用；以及監督國家行政。國會透過全體會議和其選舉產生的各議會委員會，行使權利並履行職責。所有國會議員均在正常職業或工作之餘，兼任議員職務。國會議長及其副手均在當年首次會議上選出。議長在會期內召集各次會議，主持會議，並對外代表國會。在議會休會期間（通常為一月至二月／三月），由「國家委員會」代行國會職責，該委員會也必須在任何議會休會或解散的情況下選出。「國家委員會」由國會議長和另外四名成員組成。國會的職責和工作程序載於憲法和國會議事規則中。
此外，列支敦士登人民享有非常強大的直接民主權。若有至少 1000 名公民提出要求，則可就任何法律啟動公民投票。公民投票可以中止議會或修改憲法，但必須有至少 1500 名公民投贊成票，因此，即使達到總投票人數的規定百分比，若投票率低，則中止議會或修改憲法的公民投票也會失敗。

## 司法機關
列支敦士登司法機關主體部分由親王憲法法院（Oberster Gerichtshof）、親王高等法院（Fürstliches Obergericht）和親王土地法院（Fürstliches Landgericht）三級構成。同時，行政訴訟領域內有行政法院（Administrative Court）；而憲法領域則有國家法院（State Court）。

## 行政區劃
列支敦士登全境分為巴爾策斯、埃申、甘普林、毛倫、普蘭肯、魯格爾、沙恩、施倫貝格、特里森、特里森貝格和瓦都茲等11個市鎮。列支敦士登各市鎮依據憲法規定有權脫離國家，但需要獲得多數票支持。
與瑞士等中歐國家相比，列支敦士登的市鎮擁有較大的自治權。儘管這些市鎮的面積相對狹小，但其形狀複雜；其中7個市鎮擁有一塊或多塊飛地。約有一半的列支敦士登市鎮建立了市民合作社，這些合作社擁有供集體耕作的土地和森林以及部分供私人使用的區域。
列支敦士登的市鎮可以分為低地選區和高地選區兩個大區，而這種劃分是有其歷史原因的。低地選區在過去屬於施倫貝格領主國，而高地選區則屬於瓦都茲國。

## 國際組織
列支敦士登親王國是下列國際組織的成員國。
| - 歐洲委員會 - 歐洲復興開發銀行 - 聯合國歐洲經濟委員會 - 歐洲自由貿易聯盟 - 國際原子能機構 - 國際刑事法院 - 國際紅十字與紅新月運動 | - 紅十字會與紅新月會國際聯合會 - 國際通信衛星公司 - 國際刑警組織 - 國際奧林匹克委員會 - 國際電信聯盟 - 禁止化學武器組織 - 歐洲安全與合作組織 | - 常設仲裁法院 - 聯合國 - 聯合國貿易和發展 - 萬國郵政聯盟 - 世界勞工聯合會 - 世界知識產權組織 - 世界貿易組織 |

## 外部連接
- 列支敦士登政府網站 （页面存档备份，存于）（德文）（英文）
- 列支敦士登國家概況 （页面存档备份，存于）在中華人民共和國外交部網站（简体中文）
- 列支敦士登國家概況 （页面存档备份，存于）在中華民國外交部網站（繁體中文）